# Diodella
Diodella es un género con doce especies de plantas con flores perteneciente a la familia de las rubiáceas.

## Especies seleccionadas
- Diodella apiculata (Willd. ex Roem. & Schult.) Delprete (2004) - yerba de garro (Cuba)[3]
- Diodella crassifolia (Benth.) Borhidi (2006).
- Diodella gardneri (K.Schum.) Bacigalupo & E.L.Cabral (2006).